# Ostenfeld (Rendsburg)
Ostenfeld település Németországban, Schleswig-Holstein tartományban. Lakosainak száma 584 fő (2023. december 31.).

## Népesség
A település népességének változása:
| Lakosok száma | 479  | 545  | 578  | 593  | 609  | 607  | 584  |
|               | 1975 | 2014 | 2017 | 2019 | 2021 | 2022 | 2023 |